# باکه‌نکو
باکه‌نِکُو (ژاپنی: 化け猫 هپبورن: Bakeneko) نوعی یوکای یا موجودیت فراطبیعی در فولکلور ژاپنی؛ به بیان دقیق‌تر یک کایبیو یا گربهٔ فراطبیعی است. این یوکای اغلب با نکوماتا، یکی دیگر از یوکای‌های گربه مانند اشتباه گرفته می‌شود. تمایز بین این دو اغلب مبهم است، اما آشکارترین تفاوت آن‌ها این است که نکوماتا دو دم دارد، در حالی که باکه‌نکو تنها دارای یک دم است. باکه‌نکو زندگی فراطبیعی خودش را تقریباً مانند یک گربهٔ خانگی معمولی آغاز می‌کند. به زودی شروع به راه رفتن بر روی پاهای عقب خود می‌کنند. با گذر زمان و پا به سن گذاشتن، قدرت آن‌ها نیز افزایش پیدا می‌کند، در واقع آن‌ها می‌توانند تا اندازه یک انسان بالغ بزرگ شوند.

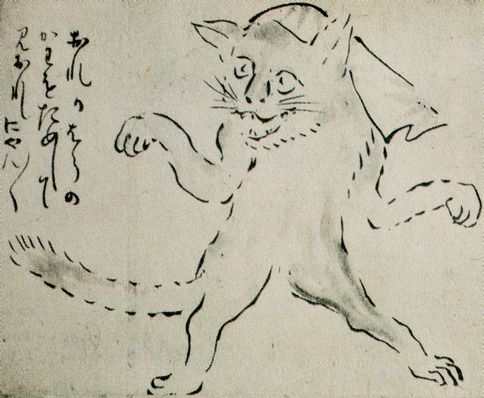
باکه‌نکو از خانوادهٔ ساساکیبارا در طومار تصویری بوسون یوکای اِماکی اثر یوسا بوسون. برخلاف نکوماتا که دو دم دارد، این گربه تنها دارای یک دم است.

افسانه‌های مختلفی از باکه‌نکو در نقاط مختلف کشور ژاپن وجود دارد، اما داستان پریشانی نابه‌شیما باکه‌نکو در استان ساگا بلند آوازه است. آن‌ها توانایی بالایی در دگرپیکری دارند و قادرند خود را شبیه به گربه‌های کوچکتر یا انسان‌ها کنند، یا حتی گاهی اوقات شکل صاحبان خود را می‌گیرند.